# Les Barquies
El jaciment de Les Barquies és un jaciment prehistòric del municipi de Sant Quintí de Mediona (l'Alt Penedès), inclòs a l'Inventari del Patrimoni Arqueològic i Paleontològic de Catalunya.

## Cronologia
La cronologia abraça des del Paleolític Inferior Arcaic (-600.000/-120.000) fins al Paleolític mitjà (-90000/-33000). La característica d'aquest jaciment és que es tracta d'una zona on s'han pogut trobar materials de sílex dispersos per la qual cosa s'ha identificat com un tipus de jaciment corresponent a un centre de producció i explotació d'aquest material.

## Descobriment i historiografia
El jaciment està situat a la plana al·luvial de la Vall de Riudebitlles, al marge esquerre de la riera de Mediona, limitat al nord per un camp de cultiu de vinyes i ametllers entre el Torrent de Barquies i al sud per la confluència del Riudebitlles. Litològicament es caracteritza per sediments quaternaris, amb un alt predomini de material d'aportació recent de la riera de Mediona (Vall de Riudebitlles) com argiles, graves i arenes. També s'hi poden observar formacions travertíniques a les parets de la riera.
Les primeres notícies provenen de les prospeccions dutes a terme entre els anys 1979-1983 a càrrec de l'arqueòleg Antoni Freixes, membre de la secció d'arqueologia del Museu de Vilafranca del Penedès, qui en la mateixa zona va identificar uns altres cinc jaciments individualitzats: (Jaciment arqueològic del Turó de la Noguera, Jaciment arqueològic de Passada-Nogueres, Jaciment arqueològic del Turó i Jaciment arqueològic de La Bòria-La Passada). Basant-se sobretot en la presència de talla de tipus levallois. Antoni Freixes va datar la indústria lítica (feta exclusivament sobre sílex) com un "mosterià típic", però alhora va identificar la presència de peces anteriors pertanyents a l'estil axelià. Entre les tipologies són presents "ascles-disc" i nuclis centrípets. La relació del jaciment amb un nivell de terrassa d'un antic meandre del Riudebitlles ha donat lloc per fer estudis de la columna estratigràfica del dipòsit, on s'ha documentat material in situ. Deixant de banda els fangs inferiors de l'antic meandre, es van agafar mostres de la part superior dels sòls on es va poder recuperar calitja i costres calcàries que van servir per donar les datacions amb la col·laboració de l'estudi de Ramón Julià de l'Institut Lucas Mallada del CSIC de Barcelona.